# Alraune, die Henkerstochter, genannt die rote Hanne
Alraune, die Henkerstochter, genannt die rote Hanne è un film muto del 1918 diretto da Eugen Illés e Joseph Klein.
Prima trasposizione cinematografica del romanzo di Hanns Heinz Ewers dove uno scienziato crea, con la fecondazione artificiale tra un morto e una prostituta, una nuova creatura che alleva come sua. Bellissima ma malvagia, Alraune è interpretata dall'attrice berlinese Hilde Wolter. In due versioni successive (La mandragora e Alraune la figlia del male), il ruolo verrà ripreso da Brigitte Helm.

## Produzione
Il film fu prodotto dalla Luna-Film.

## Distribuzione
Distribuito dalla Natural Film GmbH, uscì nelle sale cinematografiche tedesche con il titolo Alraune, die Henkerstochter, genannt die rote Hanne o, più semplicemente, Alraune. Negli Stati Uniti, venne ribattezzato come Sacrifice.